# Сент-Изер
Сент-Изе́р (фр. Saint-Izaire, окс. Sent Esèri) — коммуна во Франции, находится в регионе Окситания. Департамент — Аверон. Входит в состав кантона Сент-Африк. Округ коммуны — Мийо.
Код INSEE коммуны — 12228.
Коммуна расположена приблизительно в 550 км к югу от Парижа, в 115 км восточнее Тулузы, в 45 км к югу от Родеза.

## Население
Население коммуны на 2008 год составляло 325 человек.
| 1962 | 1968 | 1975 | 1982 | 1990 | 1999 | 2008 |
| ---- | ---- | ---- | ---- | ---- | ---- | ---- |
| 589  | 495  | 410  | 337  | 284  | 317  | 325  |

## Экономика
В 2007 году среди 191 человека в трудоспособном возрасте (15—64 лет) 133 были экономически активными, 58 — неактивными (показатель активности — 69,6 %, в 1999 году было 70,3 %). Из 133 активных работали 116 человек (66 мужчин и 50 женщин), безработных было 17 (6 мужчин и 11 женщин). Среди 58 неактивных 14 человек были учениками или студентами, 26 — пенсионерами, 18 были неактивными по другим причинам.

## Достопримечательности
- Замок Сент-Изер[англ.] (XIV век). Памятник истории с 1991 года[3]
- Дольмен Сент-Антонен
- Менгиры
- Часовня Нотр-Дам-де-Грас (XVIII век)
- Музей народного творчества

## Фотогалерея

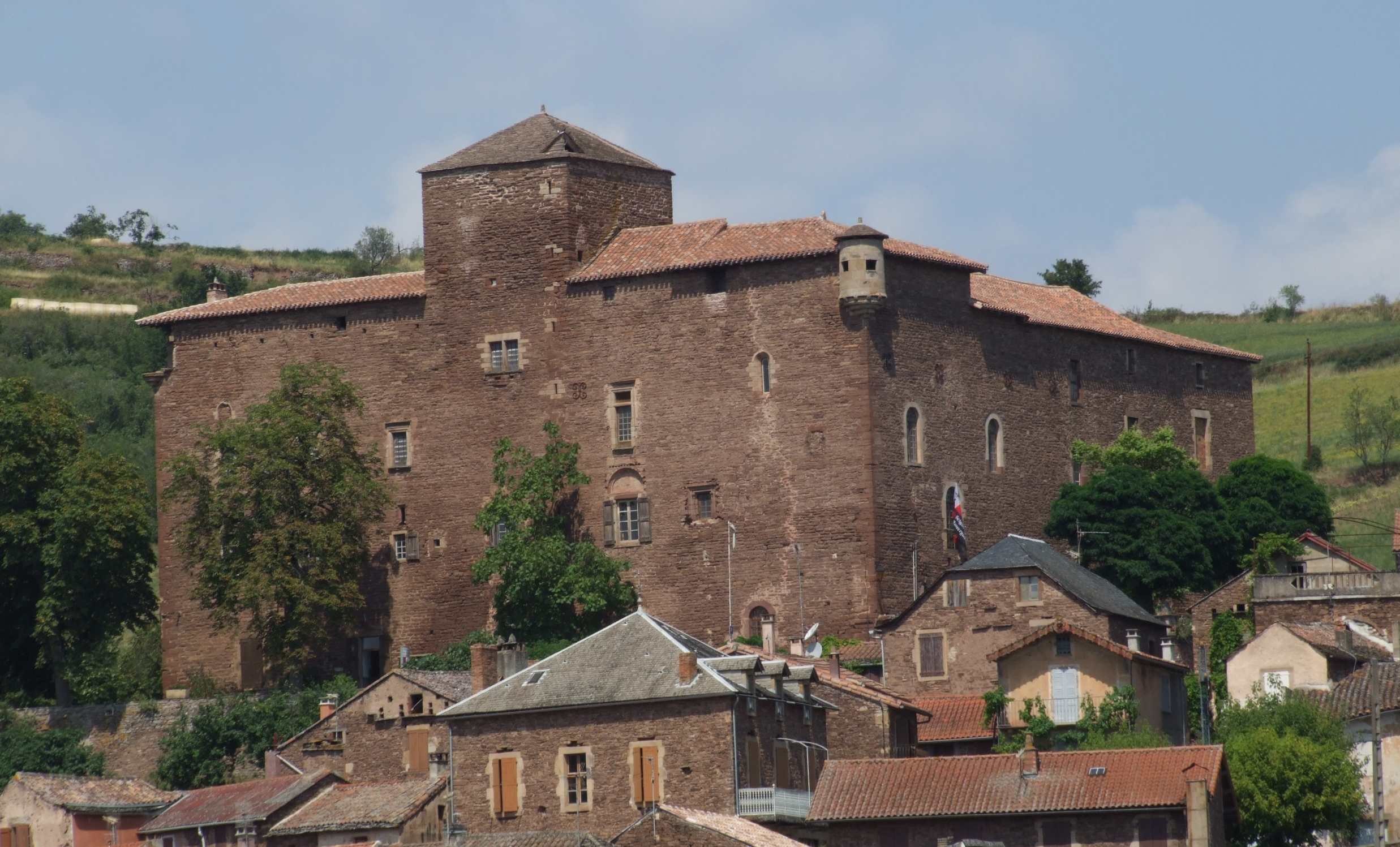
Замок Сент-Изер
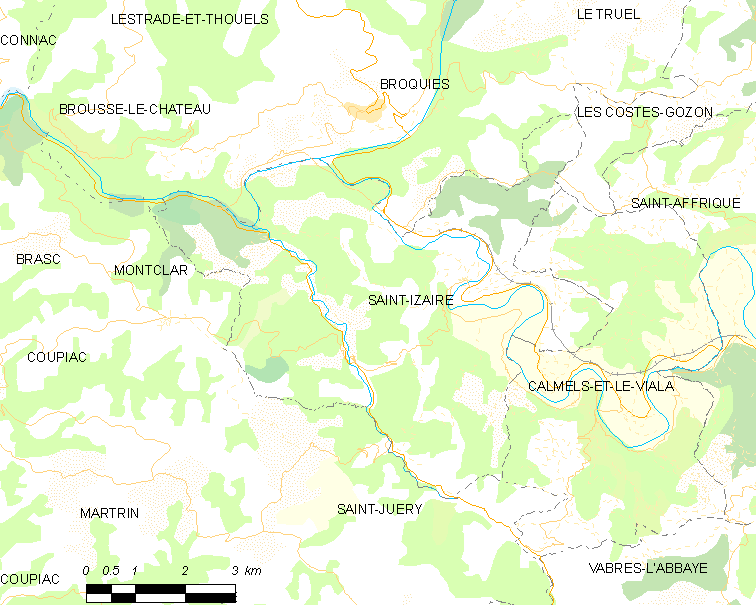
Карта коммуны